# Gerd König
Gerd König (* 24. Juni 1930 in Klettwitz; † 27. November 2009 in Prieros) war ein deutscher Politiker (SED) und Diplomat. Er war stellvertretender Außenminister der DDR und Botschafter in der ČSSR und der UdSSR.

## Leben
König, Sohn eines Bergmanns, besuchte die Volksschule in Klettwitz (1937–1944) und die Oberschule in Senftenberg (1944/45). Von 1945 bis 1949 absolvierte er eine Ausbildung zum Chemielaboranten im Synthesewerk Schwarzheide. Zwischen 1946 und 1949 war er dort gleichzeitig als Funktionär für die FDJ tätig. Von 1949 bis 1952 besuchte er die Arbeiter-und-Bauern-Fakultät in Potsdam. 1952 trat er der SED bei. 1952/1953 studierte er an der Deutschen Akademie für Staats- und Rechtswissenschaft in Potsdam, von 1953 bis 1959 am Institut für Internationale Beziehungen in Moskau mit Abschluss als Diplom-Staatswissenschaftler.
Nach dem Studium trat er in den diplomatischen Dienst der DDR ein. 1959/1960 war er Mitarbeiter im Ministerium für Auswärtige Angelegenheiten der DDR (MfAA) und von 1960 bis 1962 Kulturattaché in Jugoslawien.
Von 1962 bis 1973 arbeitete König in der Abteilung Internationale Verbindungen beim Zentralkomitee der SED. Von 1962 bis 1966 fungierte er als Instrukteur für das Arbeitsgebiet Rumänien, Bulgarien, Albanien und Jugoslawien, von 1966 bis 1971 als Leiter des Sektors Sozialistische Länder und schließlich von 1971 bis 1973 als stellvertretender Leiter der Abteilung Internationale Verbindungen des ZK der SED. Von 1970 bis 1974 war er Mitglied des Zentralvorstandes der Gesellschaft für Deutsch-Sowjetische Freundschaft (DSF).
Ab 1973 war er wieder im MfAA tätig und von November 1973 bis Dezember 1980 Botschafter der DDR in Prag. 1976 wurde er Kandidat und war von 1986 bis 1989 Mitglied des ZK der SED. Von Januar 1981 bis 1982 war er – als Nachfolger von Rudi Stern – Erster Sekretär der SED-Kreisleitung im MfAA. Von November 1982 bis 1986 war er stellvertretender Minister für Auswärtige Angelegenheiten. Von 1987 bis 1990 war König letzter Botschafter der DDR in Moskau.
Von Dezember 1989 bis Februar 1990 war er Mitglied des Parteivorstandes der SED-PDS und dort Mitglied der Kommission Internationale Politik.

## Schriften
- Die Beziehungen zur UdSSR (1985–1990). In: Siegfried Bock, Ingrid Muth, Hermann Schwiesau (Hrsg.): DDR-Außenpolitik im Rückspiegel. Diplomaten im Gespräch. LIT Verlag, Münster 2004, ISBN 3-8258-7539-3, S. 142–169.
- Fiasko eines Bruderbundes. Erinnerungen des letzten DDR-Botschafters in Moskau. edition ost, Berlin 2011, ISBN 978-3-360-01830-4.

## Auszeichnungen
- Vaterländischer Verdienstorden in Bronze
- Orden Banner der Arbeit Stufe I (1979)
- Orden Stern der Völkerfreundschaft in Silber (1985)
- Verdienstmedaille der DDR